# Maria Pia z Saksonii-Coburga-Gothy i Bragança

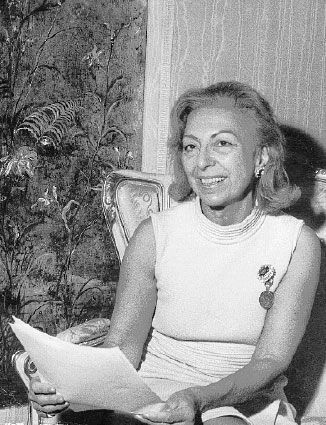
Maria Pia Bragança

Maria Pia z Saksonii-Coburga-Gothy i Bragança (ur. 13 marca 1907 w Lizbonie, zm. 6 maja 1995 w Weronie) – infantka Portugalii, księżniczka Bragança, nieślubna córka króla Karola I Portugalskiego i Marii Amelii Laredó e Murça.
Maria Pia z Saksonii-Coburga-Gothy i Bragança urodziła się w Portugalii jako córka Marii Amelii Laredó e Murça, córki pary bogatych Brazylijczyków, którzy przenieśli się do Europy. Niektórzy tytułują rodziców Marii Amelii baronostwem, ale w rzeczywistości nie nosili oni żadnego tytułu i nie należeli do arystokracji. Kiedy urodziła się Maria Pia, jej matka nie była zamężna. Sama Maria Pia twierdziła, że krótko po urodzeniu jej matka i dziadkowie zabrali ją do Madrytu, gdzie 15 kwietnia 1907 ochrzczono ją w kościele Św. Fermina dos Navarros. Podobno w dokumentach z jej chrztu jako ojca wpisano Dom Carlos von Sachsen-Coburg-Gotha i Sabaudzka von Domu Królewskiego von Bragança von Portugalii, czyli króla Portugalii – Karola I, żonatego wtedy z Amelią Orleańską. Oryginalne dokumenty zostały zniszczone podczas hiszpańskiej wojny domowej, a Maria Pia posługiwała się kopią jako dowodem, że jest królewską córką. Maria Pia Saksonia-Coburg-Gotha Bragança dowodziła, że w archiwach diecezji Madrid-Alcala jest kopia dokumentu podpisanego przez samego króla Karola, 14 marca 1907, w którym uznał córkę i przyznał jej prawo do używania jego nazwiska i korzystania ze związanych z nim honorów, prerogatyw i obowiązków. Podobnie jak w przypadku świadectwa chrztu, mowa była jedynie o kopii.
Maria Pia z Saksonii-Coburga-Gothy i Bragança domagała się, aby tytułować ją Jej Królewską Wysokością i Infantką. Po 1957 ogłosiła się królową Portugalii jako następczyni jej zmarłego bezdzietnie w 1932 przyrodniego brata – Manuela II. Dnia 15 lipca 1957 dziesięciu portugalskich monarchistów wystosowało do niej petycję prosząc o pretendowanie do tronu. W 1958 Maria Pia Bragança udała się do Portugalii, gdzie przyjął ją sam prezydent Francisco Craveiro Lopes, ale premier António de Oliveira Salazar odmówił poznania jej. W tym samym roku w czasie wyborów prezydenckich Maria Pia wspierała przegranego ostatecznie kandydata – Humberto Delgado, wspierała go nawet, kiedy udał się na wygnanie do Brazylii.
W 1985 Maria Pia z Saksonii-Coburga-Gothy i Bragança zdecydowała wyznaczyć na swojego następcę Rosario Poidimaniego, członka, jak sam twierdził, sycylijskiej szlachty. Uczyniła to, mimo że miała żyjącą córkę i dwóch wnuków. 2 grudnia 1985 podpisała dokument uznający Poidimaniego za jej następcę. Dnia 19 lutego 1986 podpisała drugi dokument, w którym twierdziła, że ją i Poidimaniego łączą więzy krwi – ale nie wyjaśniła dokładnie jakie. Dnia 3 kwietnia 1987 Maria Pia z Saksonii-Coburga-Gothy i Bragança abdykowała na rzecz Poidimaniego. Kilka miesięcy później razem z Poidimanim poprowadziła ceremonię potwierdzającą abdykację. Od 1987 Poidimani nazywa siebie JKW Dom Rosario z Saksonii-Coburga-Gothy i Bragança, 22. księciem Bragança i bardzo aktywnie promuje swoje pretensje do tronu. Ma biuro w Vicenzy, gdzie mieszka na stałe, ale regularnie odwiedza Portugalię. Twierdzi, że jest potomkiem króla Ludwika I oraz cesarza rzymskiego Ludwika Ślepego.

## Małżeństwa
W 1925, w wieku 18 lat poślubiła Francesco Javier Bilbao y Batista, kubańskiego playboya starszego od niej o 20 lat. Bilbao był rozwiedziony, para zawarła więc jedynie małżeństwo cywilne w ambasadzie kubańskiej w Paryżu. Mieli jedną córkę:
- Fatimę Franciscę Xavierę Iris Bilbao z Saksonii-Coburga-Gothy i Bragança (ur. 1932).

Maria Pia z Saksonii-Coburga-Gothy i Bragança mieszkała krótko z rodziną na Kubie, potem przeprowadzili się do Hiszpanii. Bilbao zmarł 15 listopada 1935, a niezamężna Francisca – w 1982. Maria Pia Bragança razem z matką uciekła przed hiszpańską wojną domową do Rzymu. W 1939 poślubiła Giuseppe Manlio Blais, włoskiego carabinieri. W tym czasie jednak carabinieri nie mogli żenić się z cudzoziemkami, więc ich małżeństwo zostało zalegalizowane dopiero 5 sierpnia 1946. Para miała córkę:
- Maria da Gloria Cristinę Amelią Valerią Antonią Blais Saksonia-Coburg i Gotha Bragança (ur. 1946), żonę hiszpańskiego rzeźbiarza Miguela Ortiza Berrocal (1933-2006), z którym doczekała się dwóch synów:
  - Carlosa Miguela Berrocal Saksonia-Coburg i Gotha Bragança (ur. 1976),
  - Beltran José Berrocal Saksonia-Coburg i Gotha Bragança (ur. 1978).

Blais zmarł w 1983. W 1985 Maria Pia Saksonia-Coburg i Gotha Bragança poślubiła Antonio João da Costa Amado-Noivo (1952-1996). W chwili ślubu Maria Pia Bragança miała 78 lat, a Costa – 33.